# STS-58
STS-58, voluit Space Transportation System-58, was een spaceshuttlemissie van de Columbia. Tijdens de missie werden er verschillende experimenten gedaan in de Spacelab module.

## Bemanning
| Positie            | Lancering                        | Landing                          |                                  |
| ------------------ | -------------------------------- | -------------------------------- | -------------------------------- |
| Bevelhebber        | John Blaha 4e ruimtevlucht       | John Blaha 4e ruimtevlucht       |                                  |
| Piloot             | Richard Searfoss 1e ruimtevlucht | Richard Searfoss 1e ruimtevlucht |                                  |
| Missiespecialist 1 | Margaret Seddon 3e ruimtevlucht  | Margaret Seddon 3e ruimtevlucht  |                                  |
| Missiespecialist 2 | William McArthur 1e ruimtevlucht | William McArthur 1e ruimtevlucht | William McArthur 1e ruimtevlucht |
| Missiespecialist 3 | David Wolf 1e ruimtevlucht       | David Wolf 1e ruimtevlucht       | David Wolf 1e ruimtevlucht       |
| Missiespecialist 4 | Shannon Lucid 4e ruimtevlucht    | Shannon Lucid 4e ruimtevlucht    | Shannon Lucid 4e ruimtevlucht    |
| Ladingspecialist 1 | Martin Fettman 1e ruimtevlucht   | Martin Fettman 1e ruimtevlucht   | Martin Fettman 1e ruimtevlucht   |

## Media

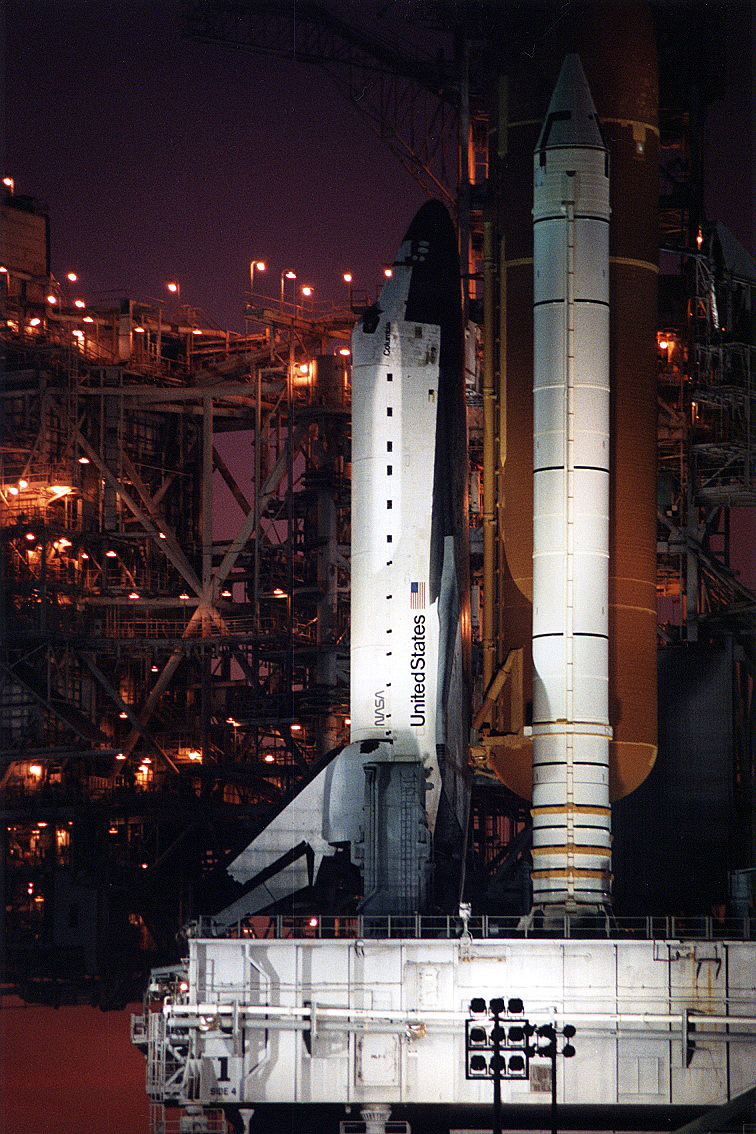
Lancering
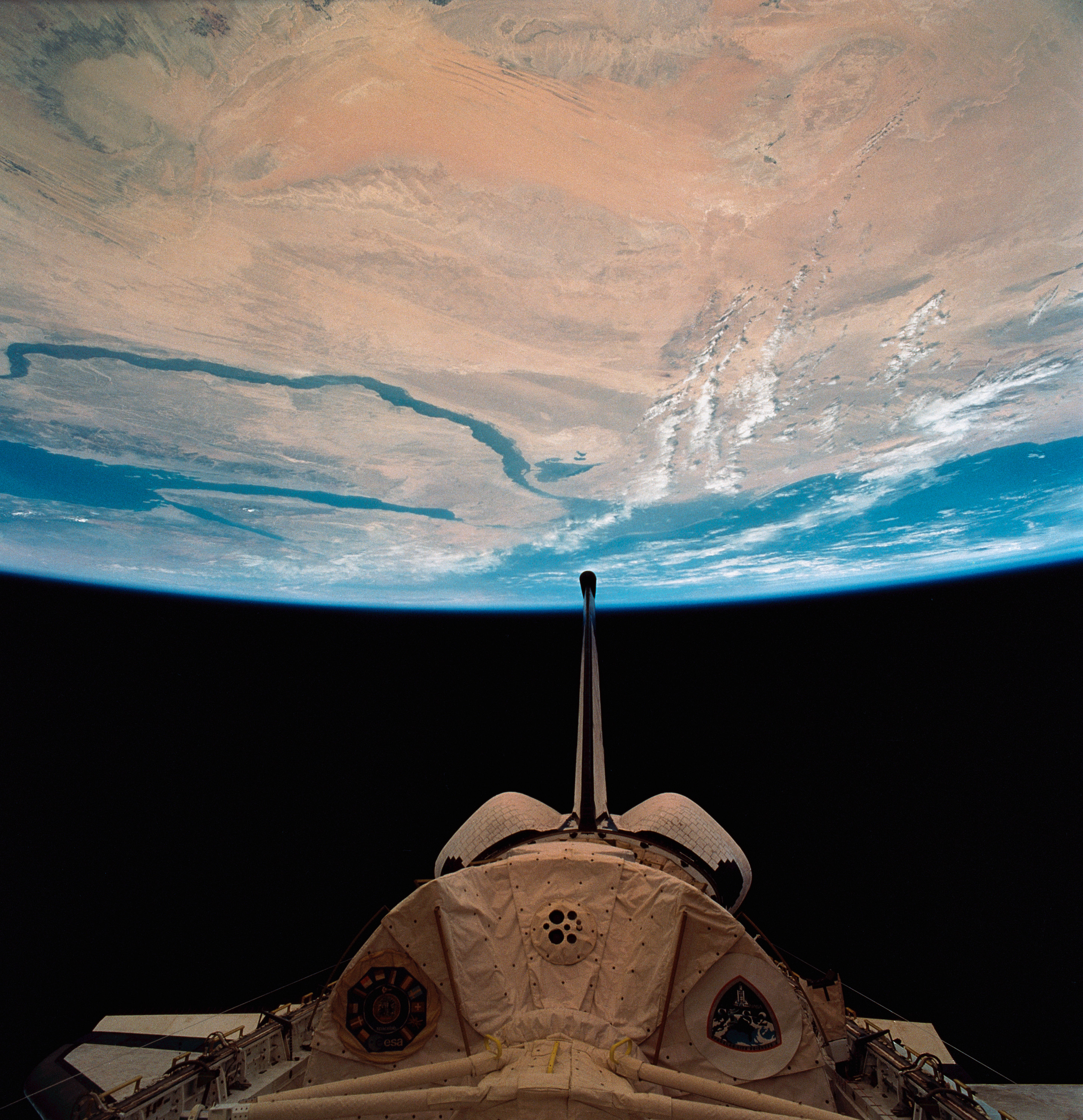
Columbia boven Noord-Afrika